# رجاء الحاضي
رجاء الحاضي (1984 -)، ممثلة مغربية تعيش في السعودية.

## أعمالها

### من المسلسلات
- ماشي.
- أم الحالة.
- سواق المعازيب.
- شباب البومب.
- نساء من زجاج.
- مستر كاش.
- شد بلد.

## روابط خارجية
- رجاء الحاضي على موقع قاعدة بيانات الأفلام العربية